# ایسل‌استین
ایسل‌استین (به هلندی: IJsselstein) یک منطقهٔ مسکونی در هلند است که در استان اوترخت واقع شده‌است. ایسل‌استین ۱ متر بالاتر از سطح دریا واقع شده‌است.

## خواهرخوانده
شهر ارانتل خواهرخواندهٔ ایسل‌استین هست.

## نگارخانه

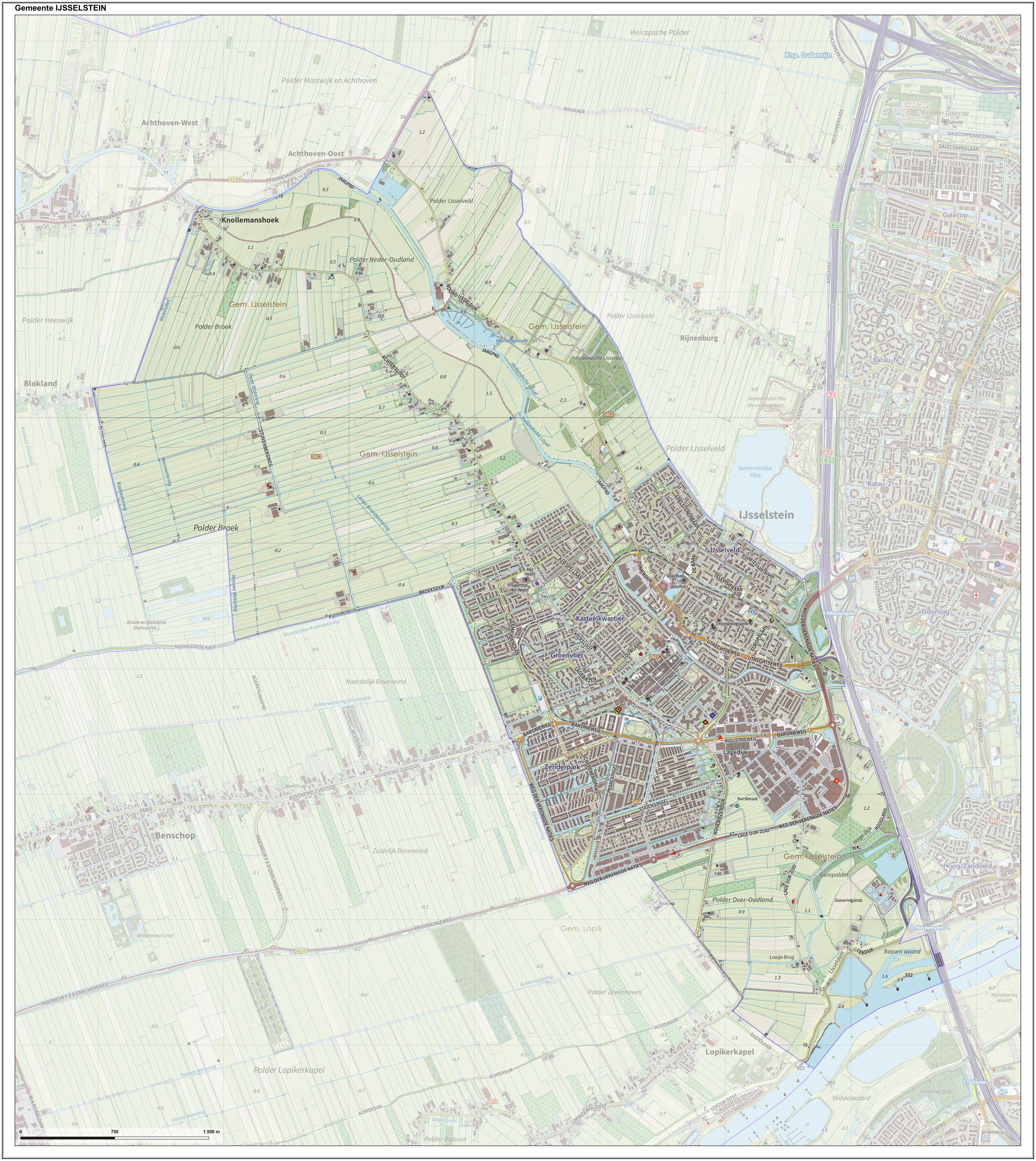
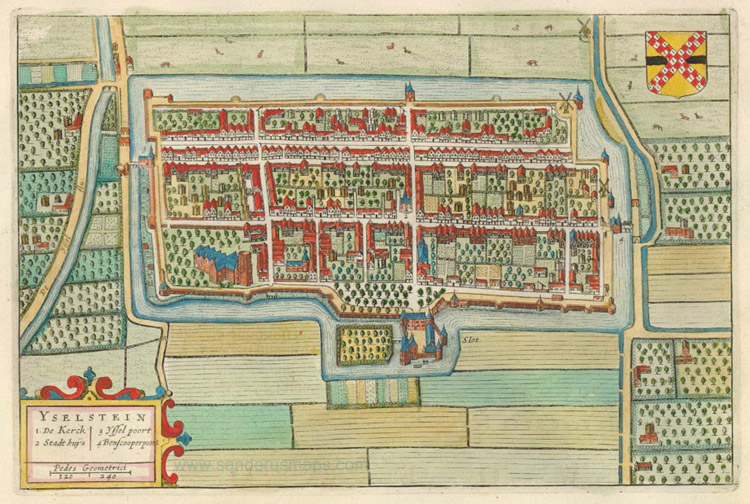